# Oxalis caprina
Oxalis caprina är en harsyreväxtart som beskrevs av Ernst Meyer och Harv. & Sond.. Oxalis caprina ingår i släktet oxalisar, och familjen harsyreväxter. Inga underarter finns listade i Catalogue of Life.